# Telmatobius rimac
Espèce
Synonymes
- Telmatobius rimac meridionalis Vellard, 1955

Statut de conservation UICN

 VU  : Vulnérable
Telmatobius rimac est une espèce d'amphibiens de la famille des Telmatobiidae.

## Répartition
Cette espèce est endémique du Pérou. Elle se rencontre entre 2 000 et 4 000 m d'altitude dans les régions d'Ancash et de Lima.

## Publication originale
- Schmidt, 1954 : Notes on frogs of the genus Telmatobius, with descriptions of two new Peruvian species. Fieldiana Zoology, vol. 34, no 26, p. 277-287 (texte intégral).